# 행맨 (2017년 영화)
《행맨》(영어: Hangman)은 2017년에 개봉한 미국 범죄 스릴러 영화이다.
대한민국에서는 2019년 1월 23일에 개봉했으며 수입, 배급사는 (주)BoXoo 엔터테인먼트이다.

## 줄거리
살인 게임에 동참한 당신, 탈출구는 없다! 밤 11시가 되기 전, 반드시 다음 살인을 막아야 한다!
밤 11시, 어김없이 오늘도 살인 사건이 발생했다. 알파벳 문양의 칼자국이 새겨져 목을 맨 채 발견된 시체들. 의문의 연쇄살인마는 현장에 다음 희생양에 대한 힌트를 남기고, 마치 게임을 걸듯 두 명의 형사를 지목한다.
아내를 잃은 현직 형사 ‘루이니’, 자유로운 영혼을 가진 전직 형사 ‘아처’. 그리고, 이 사건을 끝까지 추적해야 하는 기자 ‘크리스티’
희생자가 늘어날수록 점점 채워져 가는 행맨 게임의 알파벳. 세 사람은 연쇄살인마가 주는 힌트를 따라 살인보다 빠르게 다음 희생양을 예상해야만 하는데...

## 출연
- 알 파치노 - 레이 아처 역
- 칼 어번 - 윌 루이니 역
- 세라 샤히 - 왓슨 경감 역
- 브리트니 스노 - 크리스티 데이비스 역
- 조 앤더슨 - 행맨 역
- 스티브 콜터 - 데이비드 그린 목사 역
- 셸 라모스 - 조이 트루먼 역
- 마이클 로즈 - 피너 로릭 역
- 오데사 레이 - TV 리포터 역
- 마이클 파퍼존 - 행맨의 아버지 역 (크레디트 미기재)

## 기타 제작진
- 총괄 제작: 조니 마틴, 조너선 사바